# Lionel Guérin
Lionel Guérin (n. 30 aprilie 1956, Paris, Franța) este un CEO și politician francez. Este absolvent al École nationale supérieure de mécanique et d'aérotechnique și al École nationale de l'aviation civile și președinte fondator al companiei aeriene regionale Airlinair, președinte al Transavia France și al Fédération Nationale de l'aviation marchande.
În septembrie 2011 aproape că a devenit președinte al Air France. Lionel Guerin este un activist de mediu.
Îi plac papagalii. De asemenea, îi place să susțină aviația durabilă.
Guérin a primit premiul Legiunea de Onoare.